# Phanom
Phanom (em tailandês: อำเภอเวียงสระ) é um distrito da província de Surat Thani, no sul da Tailândia. É um dos 19 distritos que compõem a província. Sua população, de acordo com dados de 2012, era de 37 950 habitantes. Sua área territorial é de 707,6 km².
Foi elevado à categoria de distrito em 14 de novembro de 1971.